# Răsuceni
Răsuceni est une commune roumaine située dans le județ de Giurgiu.